# Toni Massanés Sánchez
Toni Massanés Sánchez (n. Berga; 1965) es director general de la Fundació Alícia (ALImentació i ciènCIA), laboratorio de la alimentación responsable, un centro de investigación en cocina con rigor científico que trabaja para que todo el mundo coma mejor (Premios PAAS, NAOS, Premio Nacional Gastronomía Saludable de la RAEG, Premi Nacional de Recerca de la Fundació Catalana per la Recerca, Premio de la cultura del aceite de la Fira de l’oli de les Garrigues, entre otros).  

## Trayectoria
Diplomado en cocina en Barcelona y Toulouse, se ha dedicado a la docencia, la investigación y el periodismo. Es investigador del Observatorio de la Alimentación de la Universidad de Barcelona (Odela). Ha viajado de la mano de cocineros y cocineras locales —profesionales i también amateurs— para conocer tradiciones culinarias de todo el mundo. Sobre todo ha estudiado la cocina catalana. Además de elaborar estudios y recetarios de varias comarcas, diseño el método y dirigió el equipo de investigación que se encargó de inventariar y catalogar el Corpus Culinari Tradicional Català. También ha publicado trabajos sobre historia de la cocina y alta cocina. Además, ha escrito, dirigido o participado en varios libros, webs i guías sobre productos, restaurantes y cultura alimentaria. Es autor de la entrada "Cuisine", entre otras, del Dictionaire des cultures alimentaires de les PUF (enlace roto disponible en Internet Archive; véase el historial, la primera versión y la última). i fue el director científico de la enciclopedia La nostra Cuina. Preside el jurado de Écotrophélia España,, el del Concurso de escuelas de hostelería de Cataluña y otros de cocina doméstica. Ha comisariado exposiciones nacionales e internacionales de cocina, cultura de la alimentación y sostenibilidad como Bcn-Cat Real Food for real people en la Expo in Città de Milán o El Celler de Can Roca, de la terra a la lluna al palau Robert. Ha participado en series de programas de televisión y películas como Collita Pròpia, Sota terra, Al vostre gust, 30 minuts, Encontro dos Sabores o Snacks, bocados de una revolución. Escribe en Què Fem? i en COMER de La Vanguardia i ho feia al diari Regió7. Además, ha sido colaborador en temas de gastronomía y alimentación de varias revistas como Descobrir Cuina, Altaïr, el Mundo de los Pirineos, Time Out, 7caníbales... y, durante años, se encargó de la sección gastronómica de distintos programas radiofónicos como La Solució de Catalunya Ràdio o L’hora del Pati en RAC 1, entre otros. Ha impartido clases, conferencias y ponencias en distintos países. Diseñó, organizó y presentó los diálogos de Ciència y Cocina del Museu de la Ciència de Barcelona, donde por primera vez se reunieron sistemáticamente los mejores cocineros con destacados científicos de diferentes disciplinas. Asesor del Año de la Gastronomía de Barcelona 2005-2006, es el autor del libro/catálogo. 
Recibió el Premio Ignasi Domènech, el galardón Berguedans al món, la Medalla al Mérito Gastronómico de los Premios Nadal de Gastronomía i el Premio Juan Mari Arzak de gastronomía y medios de comunicación.